# Erling Haaland
Erling Braut Haaland, nato Håland (Leeds, 21 luglio 2000) è un calciatore norvegese, attaccante del Manchester City e della nazionale norvegese.
Considerato uno dei migliori calciatori della sua generazione, è cresciuto nel settore giovanile del Bryne, con cui ha esordito tra i professionisti, prima di passare nel 2017 al Molde, dove ha militato per due stagioni. Nel 2019 viene acquistato dal Salisburgo, con cui vince un campionato austriaco e una Coppa d'Austria. Nel 2020 passa al Borussia Dortmund, dove conquista una Coppa di Germania. Due anni dopo si trasferisce al Manchester City, con cui vince due campionati inglesi, una Coppa d'Inghilterra, un Community Shield, una UEFA Champions League, una Supercoppa UEFA e una Coppa del mondo per club FIFA.
A livello individuale, si è aggiudicato una volta il premio di calciatore dell'anno del campionato austriaco, una volta il premio come Golden Boy europeo, una volta il premio di calciatore dell'anno del campionato tedesco, due volte il titolo di capocannoniere della UEFA Champions League, una volta il premio di calciatore dell'anno del campionato inglese e due volte il titolo di capocannoniere del campionato inglese. In aggiunta, ha conseguito per una volta la Scarpa d'oro, il Trofeo Gerd Müller, l'IFFHS World's Best Player e l'Onze d'or.
Convocato nella nazionale norvegese dal 2019, ha preso parte a due edizioni della UEFA Nations League, risultando il miglior marcatore in entrambe. Prima di entrare nel giro della nazionale maggiore, ha ottenuto la scarpa d'oro al campionato mondiale Under-20 con la nazionale di categoria.
È il miglior marcatore della nazionale norvegese con 42 reti realizzate in partite ufficiali.

## Biografia
Nato a Leeds durante la militanza del padre Alf-Inge Håland nel Leeds Utd, in virtù del luogo di nascita era convocabile anche per la nazionale inglese. Suo cugino Albert Tjåland (classe 2004) è anch'egli un calciatore.
Dopo il ritiro del padre nel 2003 a causa di un infortunio, la famiglia Håland è tornata in Norvegia, stabilendosi a Bryne. Sin da bambino Erling ha avuto esperienze con lo sport, come pallamano, golf e atletica leggera. Successivamente, all'età di sei anni, è entrato a far parte della scuola calcio locale, giocando sotto età. Sebbene non ancora fisicamente sviluppato, Alf Ingve Bertsen, il suo primo allenatore, ha raccontato che il calciatore compensava con le proprie qualità tecniche e il suo impegno incessante.
Nato col cognome Håland, lo ha modificato in Haaland in età adolescenziale per renderlo più internazionalmente fruibile.

## Caratteristiche tecniche
(Øyvind Godø, giornalista norvegese, in un'intervista a ESPN del 2018)
Centravanti dotato di buona tecnica, velocità e forza fisica, dispone di un ottimo fiuto del goal. Di piede mancino, la potenza dei suoi tiri li rende insidiosi e la sua altezza gli consente di essere anche un ottimo colpitore di testa. Bravo ad inserirsi negli spazi lasciati dalle difese avversarie, sa distinguersi anche come rifinitore per via della sua buona visione di gioco.
Il suo idolo di infanzia è l'ex calciatore Michu, ma ha dichiarato di ispirarsi a Zlatan Ibrahimović per il modo di giocare.

## Carriera

### Club

#### Gli inizi

##### 2015-2018: gli esordi in Norvegia

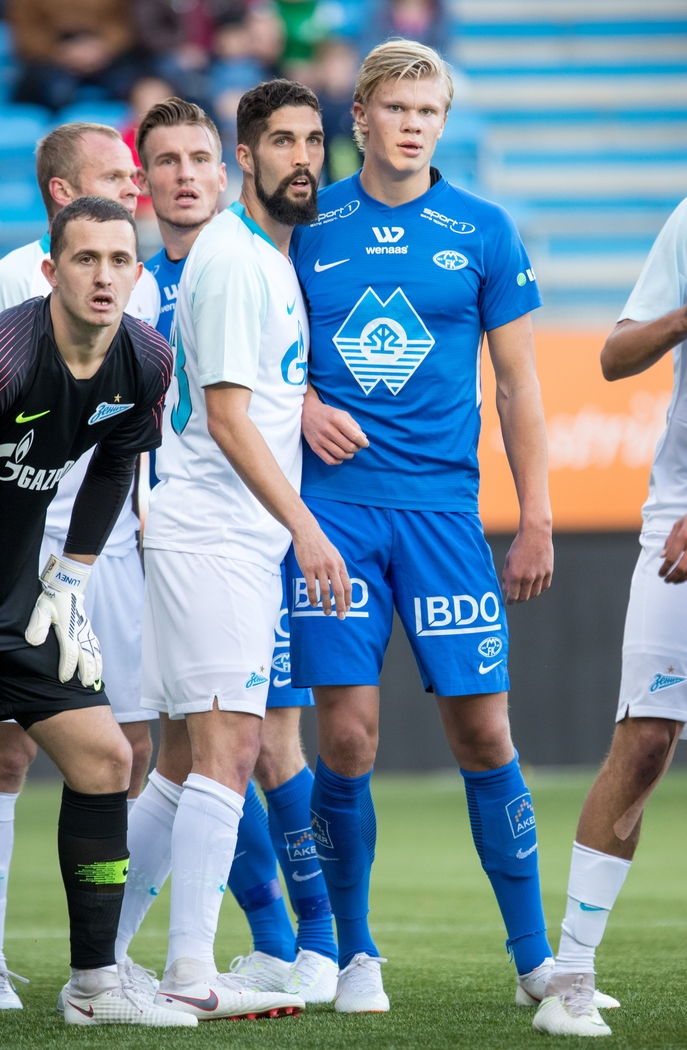
Haaland al, in una gara di Europa League contro lo nel 2018

Comincia a giocare a calcio nelle giovanili del Bryne, nella cui prima squadra è aggregato in vista della stagione 2015. Esordisce in 1. divisjon l'anno seguente, il 12 maggio 2016, sostituendo Robert Undheim nella gara persa per 1-0 partita sul campo del Ranheim. Nel corso dell'annata, sostiene un infruttuoso provino all'Hoffenheim. Termina la stagione con un bilancio di 16 presenze, con il Bryne che retrocede in 2. divisjon.
Il 1º febbraio 2017 il Molde rende noto il tesseramento del giocatore, che debutta con la nuova casacca il successivo 26 aprile, schierato come titolare nell'incontro vinto per 3-2 in casa del Volda, sfida valida per il primo turno della Coppa di Norvegia. L'esordio in campionato, invece, giunge il 4 giugno, quando subentra a Fredrik Brustad nella partita persa per 1-0 sul campo del Sarpsborg 08. Il 6 agosto trova la prima rete, contribuendo alla vittoria per 2-1 in casa del Tromsø. Il 1º luglio 2018, nella partita vinta sul campo del Brann per 4-0, mette a referto quattro gol, segnandoli tutti tra il 4º ed il 21º minuto di gioco. In due stagioni con il Molde, marca 20 reti in 50 presenze complessive.

#### Salisburgo

##### 2018-2019: primi gol e primi trofei

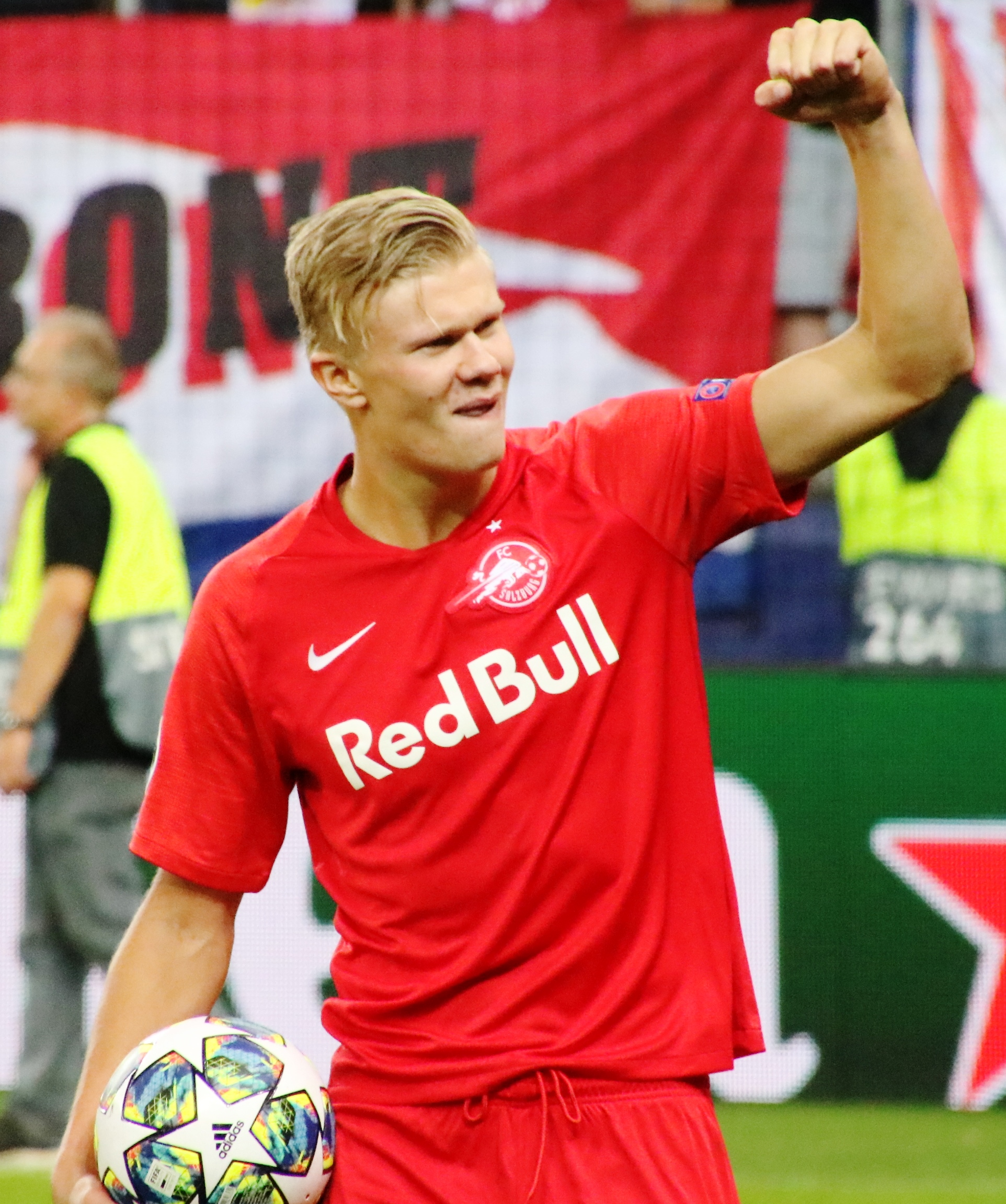
Haaland al, dopo una rete in UEFA Champions League contro il nel 2019

Il 18 agosto 2018 gli austriaci del Salisburgo comunicano l'ingaggio di Haaland, valido a partire dal 1º gennaio 2019: il giocatore firma un contratto sino al 30 giugno 2023. Il 12 maggio gioca la sua prima gara da titolare contro il LASK, realizzando anche la sua prima rete con gli austriaci, nel successo per 2-1 della sua squadra.
Il 17 settembre 2019 entra nella storia della UEFA Champions League, realizzando una tripletta al Genk nei primi 45 minuti di gioco, al suo debutto nella competizione, all'età di 19 anni, diventando così il secondo giocatore più giovane (dietro a Wayne Rooney) a realizzare una tripletta all'esordio nella massima competizione europea, oltre che il terzo più giovane a riuscire nell'impresa In Champions va a segno anche nelle sfide contro Liverpool e Napoli (perse rispettivamente 3-4 e 2-3), segnando tra l'altro una doppietta contro i partenopei, e diventa così il calciatore che ha segnato più gol (6) nelle prime 3 presenze in Champions; il primato in precedenza apparteneva a Didier Drogba, che ne aveva realizzate 5. L'attaccante segna nuovamente contro il Napoli allo stadio San Paolo (1-1) e pure in casa del Genk (vittoria per 1-4), segnando per 5 partite consecutive di Champions League; nell'ultima partita del girone non va a segno e termina la propria esperienza nella massima competizione europea con la maglia del Salisburgo con 8 reti in 6 partite giocate.

#### Borussia Dortmund

##### 2019-2020: il passaggio in Germania

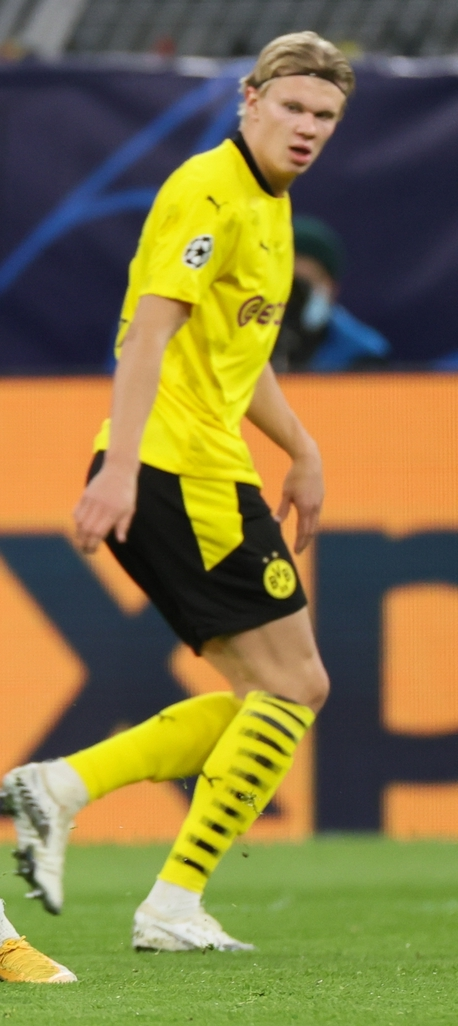
Haaland al, in una gara di UEFA Champions League contro lo nel 2020

Il 29 dicembre 2019 viene ufficializzato il suo trasferimento al Borussia Dortmund, che paga la clausola rescissoria di 20 milioni di euro presente nel suo contratto.
Il 18 gennaio 2020 esordisce in Bundesliga contro l'Augusta, subentrando a Łukasz Piszczek e realizzando una tripletta nei primi 23 minuti in campo nella gara vinta per 5-3. Si ripete nelle due sfide successive, quando, in 25 minuti e sempre da subentrato, realizza una doppietta ai danni del Colonia, contribuendo al 5-1 finale, per poi realizzare un'altra doppietta nella partita vinta per 5-0 contro l'Union Berlino, nella prima gara da titolare con i gialloneri. Il 18 febbraio 2020 debutta in UEFA Champions League con il club tedesco, realizzando una doppietta decisiva per la vittoria per 2-1 contro il Paris Saint-Germain nell'andata degli ottavi di finale, divenendo al contempo il più giovane calciatore di sempre a raggiungere i 10 gol segnati nella competizione. Il 16 maggio 2020, alla ripresa del campionato dopo la pausa dovuta alla pandemia di COVID-19, segna la prima delle quattro reti che consentono di vincere contro lo Schalke 04, raggiungendo così la doppia cifra in termini di marcature. Conclude la stagione 2019-2020 con 44 reti in 40 partite giocate, di cui 16 in 18 con il Borussia Dortmund e 28 in 22 con il Salisburgo.

##### 2020-2022: record personali e Coppa nazionale
Nella nuova stagione continua a segnare con regolarità. Il 14 settembre 2020 marca un gol nella gara vinta per 5-0 dal Borussia Dortmund contro il Duisburg, eliminandolo dalla Coppa di Germania, mentre il 20 ottobre segna nella prima partita di UEFA Champions League (sconfitta per 3-1 in casa della Lazio); nelle tre partite successive della massima competizione europea segna cinque gol, di cui uno allo Zenit San Pietroburgo (2-0) e quattro (due doppiette) al Club Bruges (i tedeschi vincono sia all'andata sia al ritorno per 3-0). Con il gol segnato il 28 ottobre 2020 contro lo Zenit San Pietroburgo, arriva a quota 12 realizzati nelle prime 10 partite di Champions League giocate: nessuno ci era mai riuscito e il record precedente, di 9 gol, era detenuto da Harry Kane, Sadio Mané e Simone Inzaghi. Il 22 novembre seguente realizza una quaterna nel successo per 5-2 in casa dell'Hertha Berlino. In campionato la squadra vive alcune difficoltà, ma il norvegese continua ad andare in rete, realizzando, tra l'altro, una doppietta nella partita persa per 4-2 contro il Bayern Monaco. In Champions è decisivo agli ottavi, realizzando due doppiette (sia andata che ritorno) contro il Siviglia; con la doppietta al ritorno diventa il giocatore che ha impiegato meno partite (14) per segnare 20 gol nella massima competizione europea. Il cammino europeo dei gialloneri s'interrompe ai quarti contro il Manchester City; ciononostante il centravanti norvegese si è laureato capocannoniere della competizione con 10 reti. Il 13 maggio 2021 contribuisce, con una doppietta, alla vittoria della Coppa di Germania contro il RB Lipsia (4-1); si tratta del primo trofeo per il norvegese in maglia giallonera. Termina l'annata con 41 partite giocate e 41 reti. 
Inizia la stagione 2021-2022 da protagonista dalla prima giornata di campionato, in cui realizza due reti e serve tre assist nella vittoria per 5-2 sull'Eintracht Francoforte. Nei giorni successivi rimane vittima di una tendinite al ginocchio, che lo costringe a rimanere fuori dai campi di gioco fino al 16 ottobre, quando torna a giocare da titolare contro il Magonza; la partita terminerà 3-1 in favore del Borussia Dortmund, con due reti siglate dal norvegese. Subito dopo subisce un infortunio al flessore, che impongono all'attaccante tempi di recupero della durata di due mesi. Torna in campo il 27 novembre, quando segna il gol del 3-1 finale ai danni del Wolfsburg, raggiungendo le 50 marcature in Bundesliga. Conclude l'ultima stagione in maglia giallonera con 29 reti in 30 partite complessive.

#### Manchester City

##### 2022-2023: 52 reti in stagione eTreblecontinentale

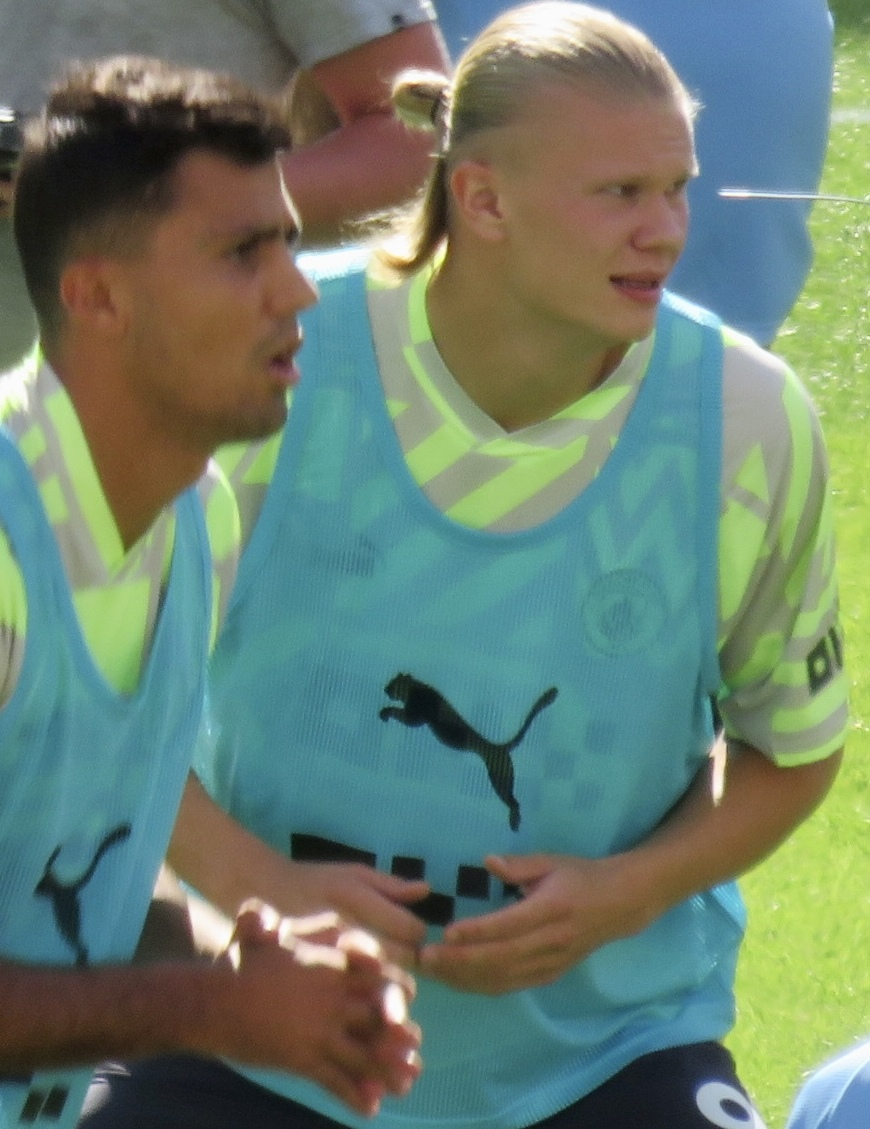
Haaland con Rodri al nel 2022

Il 10 maggio 2022 il Manchester City annuncia di aver trovato un accordo con il Borussia Dortmund per l'acquisto del giocatore; il trasferimento viene completato il 13 giugno successivo.
Il 30 luglio debutta quindi nel calcio inglese, giocando da titolare la partita di Community Shield persa per 3-1 contro il Liverpool. Il 7 agosto è la volta dell'esordio in Premier League, dove realizza, peraltro, le due reti che consentono di vincere la gara in casa del West Ham Utd (0-2). Il 27 agosto, invece, è autore della sua prima tripletta in terra inglese, contribuendo di fatto al 4-2 finale ai danni del Crystal Palace. Si ripete il 31 agosto, segnando tre delle sei reti con cui i Citizens battono il Nottingham Forest. Il 3 settembre, grazie al gol segnato nel pareggio esterno con l'Aston Villa (1-1), raggiunge la doppia cifra in campionato, stabilendo al contempo il record per il minor numero di partite servite all'intento (6). Tre giorni dopo debutta con una doppietta in UEFA Champions League, aiutando così la squadra a vincere per 4-0 la prima partita giocata contro il Siviglia; grazie a tale prestazione, l'attaccante norvegese diviene il più giovane calciatore a realizzare 25 reti nella competizione (22 anni, 1 mese e 16 giorni). Il 2 ottobre seguente realizza la sua terza tripletta della stagione, questa volta nel Derby di Manchester contro il Manchester Utd, match vinto dai Citizens per 6-3.
Il 15 febbraio 2023 segna il suo 26º gol in campionato dopo sole 22 partite, eguagliando così il record di reti per un giocatore dei Citiziens stabilito da Sergio Agüero nella stagione 2014-15. Il 14 marzo successivo realizza cinque gol nella partita Manchester City-RB Lipsia (7-0), diventando il terzo giocatore a segnare cinque reti in un incontro di UEFA Champions League (il tredicesimo contando anche la Coppa dei Campioni) e il secondo (dopo Lionel Messi) a riuscirci nella fase a eliminazione diretta. Quattro giorni dopo è autore di tre marcature nel 6-0 finale inflitto al Burnley in FA Cup, arrivando a quota sei triplette in stagione. Il 30 aprile, con la rete segnata nella vittoria per 1-2 in casa del Fulham, raggiunge il record di 34 marcature in campionato, eguagliando gli ex calciatori Andy Cole e Alan Shearer; per il norvegese si tratta anche del 50º gol stagionale. Tale primato viene superato il 3 maggio seguente, durante il recupero della ventottesima giornata vinta 3-0 contro il West Ham Utd; nell'occasione, sigla la rete del 2-0. Al termine della prima stagione con i Citizens conquista campionato, coppa nazionale e Champions, vincendo il titolo di capocannoniere sia in campionato sia in Champions.

##### 2023-2024: La seconda Premier League

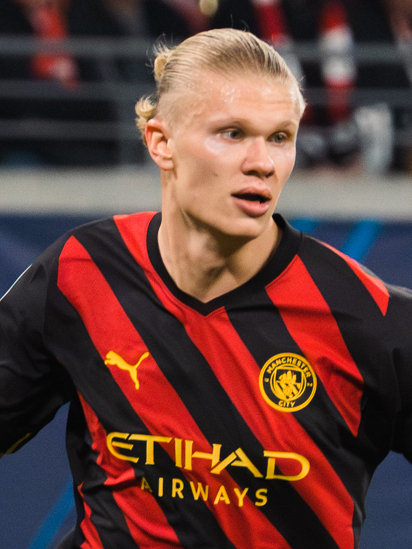
Haaland nel 2023

Inizia la stagione 2023-2024 segnando una doppietta nella prima giornata di Premier League vinta per 3-0 contro il neopromosso Burnley. Il 16 agosto 2023 vince il suo quarto trofeo con il Manchester City, la Supercoppa UEFA, grazie al successo ottenuto ai danni del Siviglia (1-1, 5-4 dcr). Il 29 agosto, invece, viene nominato Calciatore dell'anno (PFA) per i meriti della precedente annata. Il 2 settembre, grazie alla tripletta registrata contro il Fulham, raggiunge quota 50 contributi in Premier League (41 gol e 9 assist), stabilendo il record per il minor numero di partite servite a tale intento (39). Il 30 ottobre 2023 si piazza secondo nella classifica del Pallone d’oro, superato da Lionel Messi al suo ottavo riconoscimento. Nella stessa serata, viene comunque premiato con il trofeo Gerd Müller, assegnato al miglior marcatore europeo. Il 25 novembre seguente stabilisce il record per il minor numero di partite servite (48) a realizzare 50 reti nel campionato inglese, superando il primato di Andy Cole (65). Subisce poi un infortunio al piede destro, che lo tiene lontano dai campi di gioco per due mesi, precludendogli la partecipazione alla Coppa del mondo per club, vinta comunque dal Manchester City.
Il 20 febbraio 2024, grazie al gol vittoria contro il Brentford, eguaglia il record di Harry Kane come l'unico giocatore ad aver segnato a tutte le squadre del campionato inglese. Sette giorni dopo, realizza cinque reti nella partita di FA Cup vinta sul campo del Luton Town (2-6), diventando il primo calciatore della storia del Manchester City a realizzare in due occasioni cinque reti in una partita. In aggiunta, diventa il secondo calciatore a segnare cinque reti in una partita di FA Cup dal 1970, quando a riuscirci fu George Best. Il 4 maggio segna quattro reti nella vittoria interna per 5-1 ai danni del Wolverhampton. Il 19 maggio 2024, grazie al successo sul West Ham Utd (3-1), vince nuovamente la Premier League, risutaldone anche il capocannoniere con 27 reti.

##### 2024-2025: Il terzo anno in Inghilterra

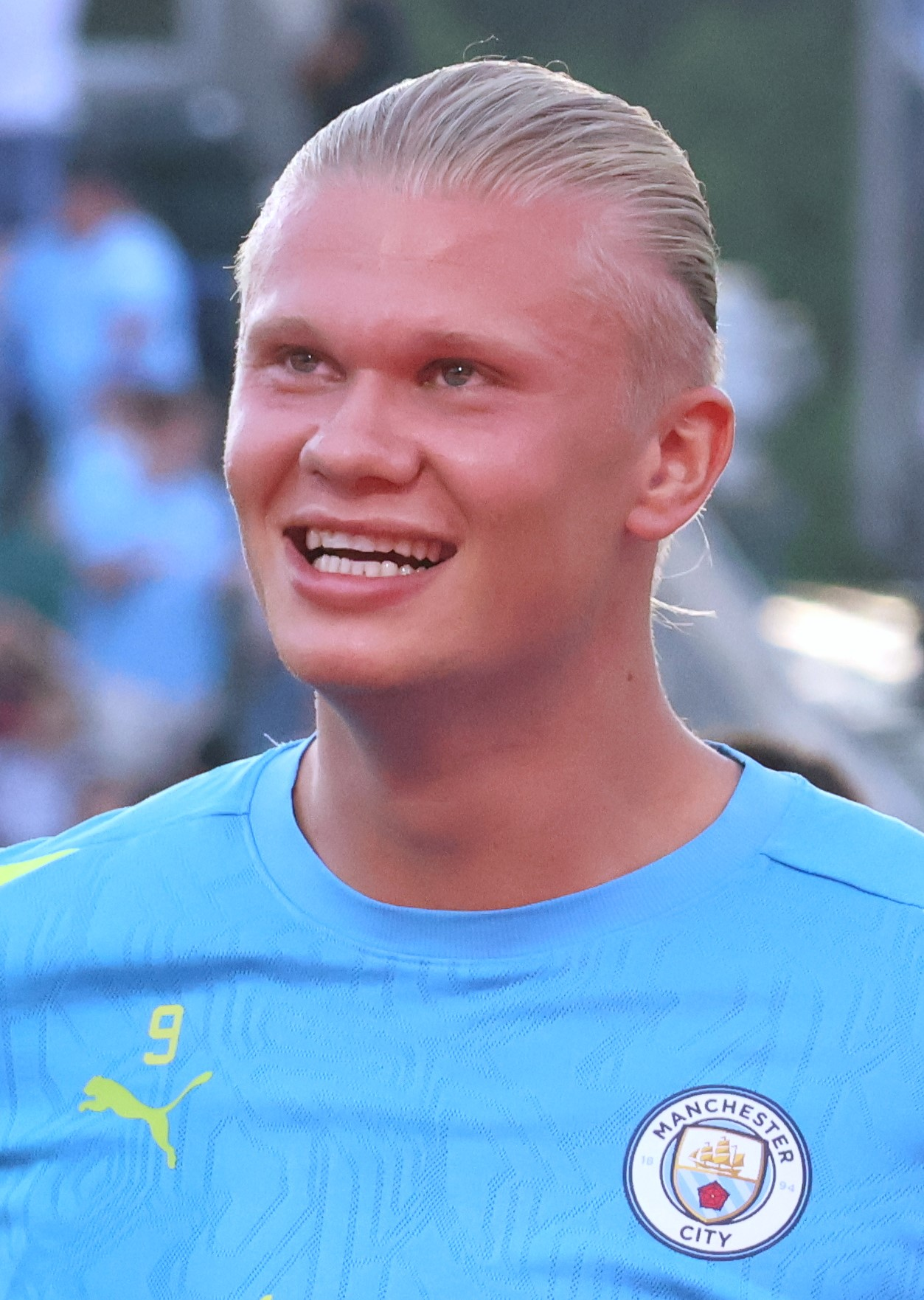
Haaland nel 2024

La sua terza stagione con i Citizens inizia il 10 agosto con la vittoria, la prima in carriera, del Community Shield contro i rivali del Manchester Utd. Va già a segno nella prima giornata di Premier League vinta per 2-0 contro il Chelsea, partita nella quale raggiunge anche il traguardo delle 100 presenze in tutte le competizioni con il City. Il 22 settembre 2024, in occasione del pareggio interno contro l'Arsenal (2-2), realizza la sua 100ª rete complessiva con il club di Manchester; contestualmente, stabilisce sia il record per il minor numero di partite servite a realizzare tale intento (105) sia quello a realizzare almeno 10 reti in campionato (5).
Il 17 gennaio 2025 ha rinnovato il contratto che lo lega al City per altri dieci anni, la cui scadenza è prevista per l'estate 2034.

### Nazionale
Haaland ha rappresentato la Norvegia a livello giovanile, nell'Under-15, Under-16, Under-17, Under-18, Under-19, Under-20 e Under-21. Per quanto concerne quest'ultima selezione, ha effettuato il proprio esordio l'11 settembre 2018, venendo schierato da titolare nella vittoria per 3-1 in casa dell'Azerbaigian, sfida valida per le qualificazioni al campionato europeo 2019.
Con la nazionale, al mondiale Under-20, il 30 maggio 2019, ha segnato 9 reti nella partita giocata contro l'Honduras, vinta per 12-0 dalla nazionale scandinava, risultando alla fine del torneo il miglior marcatore.

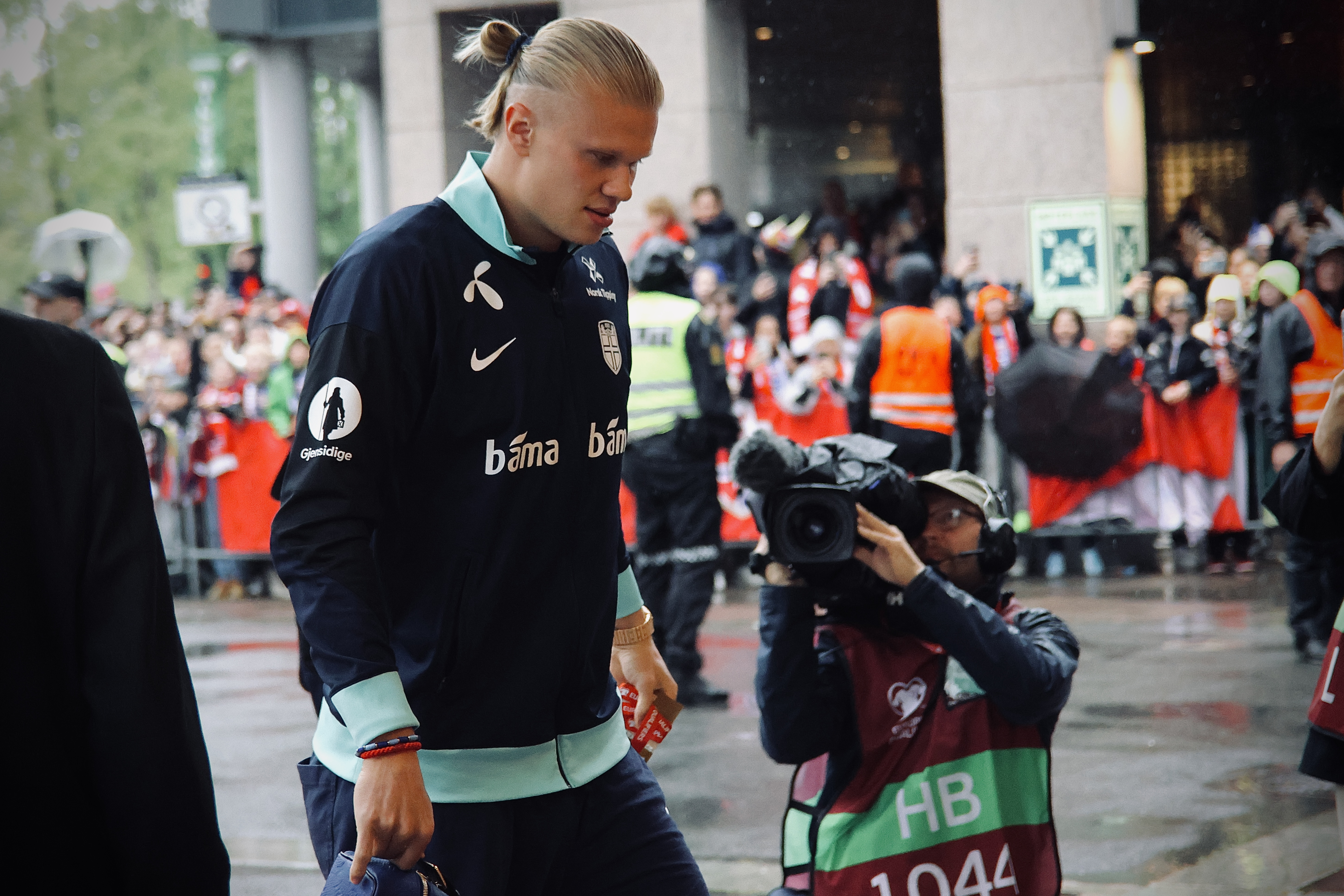
Haaland in nazionale nel 2025

Nell'agosto successivo, viene convocato per la prima volta dal commissario tecnico svedese Lars Lagerbäck nella nazionale maggiore norvegese, dove fa il suo esordio il 5 settembre dello stesso anno, giocando come titolare nella partita vinta per 2-0 in casa contro Malta, valida per le qualificazioni al campionato d'Europa 2020. Il 4 settembre 2020 realizza la prima rete con la nazionale maggiore nel match valido per il primo turno della Nations League, perso contro l'Austria per 1-2. Nella medesima competizione mette a segno il 7 settembre la prima doppietta in nazionale nel 5-1 contro l'Irlanda del Nord e l'11 ottobre la prima tripletta nel 4-0 contro la Romania.
Il 12 giugno 2022, in occasione della sfida di Nations League vinta per 3-2 contro la Svezia, segna una doppietta con cui raggiunge quota 20 reti in nazionale, diventando il giocatore ad avere raggiunto più velocemente tale cifra nella storia delle nazionali.
Il 10 ottobre 2024 ha realizzato una doppietta nel successo per 3-0 in Nations League contro la Slovenia superando Jørgen Juve e diventando il miglior marcatore della nazionale norvegese siglando le reti numero 33 e 34; nella medesima partita ha indossato per la prima volta la fascia di capitano della selezione norvegese.

## Statistiche

### Presenze e reti nei club
Statistiche aggiornate al 16 agosto 2025. 
| Stagione                 | Club                     | Campionato               | Campionato | Campionato | Coppe nazionali | Coppe nazionali | Coppe nazionali | Coppe continentali | Coppe continentali | Coppe continentali | Altre coppe | Altre coppe | Altre coppe | Totale | Totale |
| Stagione                 | Club                     | Comp                     | Pres       | Reti       | Comp            | Pres            | Reti            | Comp               | Pres               | Reti               | Comp        | Pres        | Reti        | Pres   | Reti   |
| ------------------------ | ------------------------ | ------------------------ | ---------- | ---------- | --------------- | --------------- | --------------- | ------------------ | ------------------ | ------------------ | ----------- | ----------- | ----------- | ------ | ------ |
| 2015                     | Bryne 2                  | 3D                       | 3          | 2          | -               | -               | -               | -                  | -                  | -                  | -           | -           | -           | 3      | 2      |
| 2016                     | Bryne 2                  | 3D                       | 11         | 16         | -               | -               | -               | -                  | -                  | -                  | -           | -           | -           | 11     | 16     |
| Totale Bryne 2           | Totale Bryne 2           | Totale Bryne 2           | 14         | 18         |                 | -               | -               |                    | -                  | -                  |             | -           | -           | 14     | 18     |
| 2016                     | Bryne                    | 1D                       | 16         | 0          | CN              | 0               | 0               | -                  | -                  | -                  | -           | -           | -           | 16     | 0      |
| 2017                     | Molde 2                  | 3D                       | 4          | 2          | -               | -               | -               | -                  | -                  | -                  | -           | -           | -           | 4      | 2      |
| 2017                     | Molde                    | ES                       | 14         | 2          | CN              | 6               | 2               | -                  | -                  | -                  | -           | -           | -           | 20     | 4      |
| 2018                     | Molde                    | ES                       | 25         | 12         | CN              | 0               | 0               | UEL                | 5                  | 4                  | -           | -           | -           | 30     | 16     |
| Totale Molde             | Totale Molde             | Totale Molde             | 39         | 14         |                 | 6               | 2               |                    | 5                  | 4                  |             | -           | -           | 50     | 20     |
| gen.-giu. 2019           | Salisburgo               | BL                       | 2          | 1          | CA              | 2               | 0               | UEL                | 1                  | 0                  | -           | -           | -           | 5      | 1      |
| 2019-gen. 2020           | Salisburgo               | BL                       | 14         | 16         | CA              | 2               | 4               | UCL                | 6                  | 8                  | -           | -           | -           | 22     | 28     |
| Totale Salisburgo        | Totale Salisburgo        | Totale Salisburgo        | 16         | 17         |                 | 4               | 4               |                    | 7                  | 8                  |             | -           | -           | 27     | 29     |
| gen.-giu. 2020           | Borussia Dortmund        | BL                       | 15         | 13         | CG              | 1               | 1               | UCL                | 2                  | 2                  | -           | -           | -           | 18     | 16     |
| 2020-2021                | Borussia Dortmund        | BL                       | 28         | 27         | CG              | 4               | 3               | UCL                | 8                  | 10                 | SG          | 1           | 1           | 41     | 41     |
| 2021-2022                | Borussia Dortmund        | BL                       | 24         | 22         | CG              | 2               | 4               | UCL+UEL            | 3+0                | 3+0                | SG          | 1           | 0           | 30     | 29     |
| Totale Borussia Dortmund | Totale Borussia Dortmund | Totale Borussia Dortmund | 67         | 62         |                 | 7               | 8               |                    | 13                 | 15                 |             | 2           | 1           | 89     | 86     |
| 2022-2023                | Manchester City          | PL                       | 35         | 36         | FACup+CdL       | 4+2             | 3+1             | UCL                | 11                 | 12                 | CS          | 1           | 0           | 53     | 52     |
| 2023-2024                | Manchester City          | PL                       | 31         | 27         | FACup+CdL       | 3+0             | 5+0             | UCL                | 9                  | 6                  | CS+SU+Cmc   | 1+1+0       | 0           | 45     | 38     |
| 2024-2025                | Manchester City          | PL                       | 31         | 22         | FACup+CdL       | 3+0             | 1+0             | UCL                | 9                  | 8                  | CS+Cmc      | 1+4         | 0+3         | 46     | 34     |
| 2025-2026                | Manchester City          | PL                       | 1          | 2          | FACup+CdL       | 0+0             | 0+0             | UCL                | 0                  | 0                  | -           | -           | -           | 1      | 2      |
| Totale Manchester City   | Totale Manchester City   | Totale Manchester City   | 98         | 87         |                 | 12              | 10              |                    | 29                 | 26                 |             | 8           | 3           | 147    | 126    |
| Totale carriera          | Totale carriera          | Totale carriera          | 255        | 200        |                 | 29              | 24              |                    | 54                 | 53                 |             | 9           | 4           | 347    | 281    |

### Cronologia presenze e reti in nazionale
| Cronologia completa delle presenze e delle reti in nazionale ― Norvegia | Cronologia completa delle presenze e delle reti in nazionale ― Norvegia | Cronologia completa delle presenze e delle reti in nazionale ― Norvegia | Cronologia completa delle presenze e delle reti in nazionale ― Norvegia | Cronologia completa delle presenze e delle reti in nazionale ― Norvegia | Cronologia completa delle presenze e delle reti in nazionale ― Norvegia | Cronologia completa delle presenze e delle reti in nazionale ― Norvegia | Cronologia completa delle presenze e delle reti in nazionale ― Norvegia |
| Data                                                                    | Città                                                                   | In casa                                                                 | Risultato                                                               | Ospiti                                                                  | Competizione                                                            | Reti                                                                    | Note                                                                    |
| ----------------------------------------------------------------------- | ----------------------------------------------------------------------- | ----------------------------------------------------------------------- | ----------------------------------------------------------------------- | ----------------------------------------------------------------------- | ----------------------------------------------------------------------- | ----------------------------------------------------------------------- | ----------------------------------------------------------------------- |
| 5-9-2019                                                                | Oslo                                                                    | Norvegia                                                                | 2 – 0                                                                   | Malta                                                                   | Qual. Euro 2020                                                         | -                                                                       | 66’                                                                     |
| 8-9-2019                                                                | Solna                                                                   | Svezia                                                                  | 1 – 1                                                                   | Norvegia                                                                | Qual. Euro 2020                                                         | -                                                                       | 76’                                                                     |
| 4-9-2020                                                                | Oslo                                                                    | Norvegia                                                                | 1 – 2                                                                   | Austria                                                                 | UEFA Nations League 2020-2021 - 1º turno                                | 1                                                                       | 86’                                                                     |
| 7-9-2020                                                                | Belfast                                                                 | Irlanda del Nord                                                        | 1 – 5                                                                   | Norvegia                                                                | UEFA Nations League 2020-2021 - 1º turno                                | 2                                                                       |                                                                         |
| 8-10-2020                                                               | Oslo                                                                    | Norvegia                                                                | 1 – 2 dts                                                               | Serbia                                                                  | Qual. Euro 2020                                                         | -                                                                       |                                                                         |
| 11-10-2020                                                              | Oslo                                                                    | Norvegia                                                                | 4 – 0                                                                   | Romania                                                                 | UEFA Nations League 2020-2021 - 1º turno                                | 3                                                                       | 78’                                                                     |
| 14-10-2020                                                              | Oslo                                                                    | Norvegia                                                                | 1 – 0                                                                   | Irlanda del Nord                                                        | UEFA Nations League 2020-2021 - 1º turno                                | -                                                                       | 87’                                                                     |
| 24-3-2021                                                               | Gibilterra                                                              | Gibilterra                                                              | 0 – 3                                                                   | Norvegia                                                                | Qual. Mondiali 2022                                                     | -                                                                       | 62’                                                                     |
| 27-3-2021                                                               | Malaga                                                                  | Norvegia                                                                | 0 – 3                                                                   | Turchia                                                                 | Qual. Mondiali 2022                                                     | -                                                                       | 83’                                                                     |
| 30-3-2021                                                               | Podgorica                                                               | Montenegro                                                              | 0 – 1                                                                   | Norvegia                                                                | Qual. Mondiali 2022                                                     | -                                                                       | 80’                                                                     |
| 2-6-2021                                                                | Malaga                                                                  | Norvegia                                                                | 1 – 0                                                                   | Lussemburgo                                                             | Amichevole                                                              | 1                                                                       |                                                                         |
| 6-6-2021                                                                | Malaga                                                                  | Norvegia                                                                | 1 – 2                                                                   | Grecia                                                                  | Amichevole                                                              | -                                                                       |                                                                         |
| 1-9-2021                                                                | Oslo                                                                    | Norvegia                                                                | 1 – 1                                                                   | Paesi Bassi                                                             | Qual. Mondiali 2022                                                     | 1                                                                       |                                                                         |
| 4-9-2021                                                                | Riga                                                                    | Lettonia                                                                | 0 – 2                                                                   | Norvegia                                                                | Qual. Mondiali 2022                                                     | 1                                                                       | 88’                                                                     |
| 7-9-2021                                                                | Oslo                                                                    | Norvegia                                                                | 5 – 1                                                                   | Gibilterra                                                              | Qual. Mondiali 2022                                                     | 3                                                                       |                                                                         |
| 25-3-2022                                                               | Oslo                                                                    | Norvegia                                                                | 2 – 0                                                                   | Slovacchia                                                              | Amichevole                                                              | 1                                                                       | 82’                                                                     |
| 29-3-2022                                                               | Oslo                                                                    | Norvegia                                                                | 9 – 0                                                                   | Armenia                                                                 | Amichevole                                                              | 2                                                                       | 48’                                                                     |
| 2-6-2022                                                                | Belgrado                                                                | Serbia                                                                  | 0 – 1                                                                   | Norvegia                                                                | UEFA Nations League 2022-2023 - 1º turno                                | 1                                                                       | 67’                                                                     |
| 5-6-2022                                                                | Solna                                                                   | Svezia                                                                  | 1 – 2                                                                   | Norvegia                                                                | UEFA Nations League 2022-2023 - 1º turno                                | 2                                                                       | 73’                                                                     |
| 9-6-2022                                                                | Oslo                                                                    | Norvegia                                                                | 0 – 0                                                                   | Slovenia                                                                | UEFA Nations League 2022-2023 - 1º turno                                | -                                                                       |                                                                         |
| 12-6-2022                                                               | Oslo                                                                    | Norvegia                                                                | 3 – 2                                                                   | Svezia                                                                  | UEFA Nations League 2022-2023 - 1º turno                                | 2                                                                       | 89’                                                                     |
| 24-9-2022                                                               | Lubiana                                                                 | Slovenia                                                                | 2 – 1                                                                   | Norvegia                                                                | UEFA Nations League 2022-2023 - 1º turno                                | 1                                                                       |                                                                         |
| 27-9-2022                                                               | Oslo                                                                    | Norvegia                                                                | 0 – 2                                                                   | Serbia                                                                  | UEFA Nations League 2022-2023 - 1º turno                                | -                                                                       |                                                                         |
| 17-6-2023                                                               | Oslo                                                                    | Norvegia                                                                | 1 – 2                                                                   | Scozia                                                                  | Qual. Euro 2024                                                         | 1                                                                       | 84’                                                                     |
| 20-6-2023                                                               | Oslo                                                                    | Norvegia                                                                | 3 – 1                                                                   | Cipro                                                                   | Qual. Euro 2024                                                         | 2                                                                       | 87’                                                                     |
| 12-9-2023                                                               | Oslo                                                                    | Norvegia                                                                | 2 – 1                                                                   | Georgia                                                                 | Qual. Euro 2024                                                         | 1                                                                       |                                                                         |
| 12-10-2023                                                              | Larnaca                                                                 | Cipro                                                                   | 0 – 4                                                                   | Norvegia                                                                | Qual. Euro 2024                                                         | 2                                                                       | 77’                                                                     |
| 15-10-2023                                                              | Oslo                                                                    | Norvegia                                                                | 0 – 1                                                                   | Spagna                                                                  | Qual. Euro 2024                                                         | -                                                                       |                                                                         |
| 16-11-2023                                                              | Oslo                                                                    | Norvegia                                                                | 2 – 0                                                                   | Fær Øer                                                                 | Amichevole                                                              | -                                                                       | 46’                                                                     |
| 22-3-2024                                                               | Oslo                                                                    | Norvegia                                                                | 1 – 2                                                                   | Rep. Ceca                                                               | Amichevole                                                              | -                                                                       | 75’                                                                     |
| 26-3-2024                                                               | Oslo                                                                    | Norvegia                                                                | 1 – 1                                                                   | Slovacchia                                                              | Amichevole                                                              | -                                                                       | 62’                                                                     |
| 5-6-2024                                                                | Oslo                                                                    | Norvegia                                                                | 3 – 0                                                                   | Kosovo                                                                  | Amichevole                                                              | 3                                                                       | 90’                                                                     |
| 8-6-2024                                                                | Brøndby                                                                 | Danimarca                                                               | 3 – 1                                                                   | Norvegia                                                                | Amichevole                                                              | 1                                                                       |                                                                         |
| 6-9-2024                                                                | Almaty                                                                  | Kazakistan                                                              | 0 – 0                                                                   | Norvegia                                                                | UEFA Nations League 2024-2025 - 1º turno                                | -                                                                       |                                                                         |
| 9-9-2024                                                                | Oslo                                                                    | Norvegia                                                                | 2 – 1                                                                   | Austria                                                                 | UEFA Nations League 2024-2025 - 1º turno                                | 1                                                                       |                                                                         |
| 10-10-2024                                                              | Oslo                                                                    | Norvegia                                                                | 3 – 0                                                                   | Slovenia                                                                | UEFA Nations League 2024-2025 - 1º turno                                | 2                                                                       | cap.                                                                    |
| 13-10-2024                                                              | Linz                                                                    | Austria                                                                 | 5 – 1                                                                   | Norvegia                                                                | UEFA Nations League 2024-2025 - 1º turno                                | -                                                                       | cap.                                                                    |
| 14-11-2024                                                              | Lubiana                                                                 | Slovenia                                                                | 1 – 4                                                                   | Norvegia                                                                | UEFA Nations League 2024-2025 - 1º turno                                | 1                                                                       | cap. 87’                                                                |
| 17-11-2024                                                              | Oslo                                                                    | Norvegia                                                                | 5 – 0                                                                   | Kazakistan                                                              | UEFA Nations League 2024-2025 - 1º turno                                | 3                                                                       | cap. 85’                                                                |
| 22-3-2025                                                               | Chișinău                                                                | Moldavia                                                                | 0 – 5                                                                   | Norvegia                                                                | Qual. Mondiali 2026                                                     | 1                                                                       | 78’                                                                     |
| 25-3-2025                                                               | Debrecen                                                                | Israele                                                                 | 2 – 4                                                                   | Norvegia                                                                | Qual. Mondiali 2026                                                     | 1                                                                       |                                                                         |
| 6-6-2025                                                                | Oslo                                                                    | Norvegia                                                                | 3 – 0                                                                   | Italia                                                                  | Qual. Mondiali 2026                                                     | 1                                                                       |                                                                         |
| 9-6-2025                                                                | Tallinn                                                                 | Estonia                                                                 | 0 – 1                                                                   | Norvegia                                                                | Qual. Mondiali 2026                                                     | 1                                                                       |                                                                         |
| Totale                                                                  |                                                                         | Presenze                                                                | 43                                                                      |                                                                         | Reti (1º posto)                                                         | 42                                                                      |                                                                         |

| Cronologia completa delle presenze e delle reti in nazionale ― Norvegia under 21 | Cronologia completa delle presenze e delle reti in nazionale ― Norvegia under 21 | Cronologia completa delle presenze e delle reti in nazionale ― Norvegia under 21 | Cronologia completa delle presenze e delle reti in nazionale ― Norvegia under 21 | Cronologia completa delle presenze e delle reti in nazionale ― Norvegia under 21 | Cronologia completa delle presenze e delle reti in nazionale ― Norvegia under 21 | Cronologia completa delle presenze e delle reti in nazionale ― Norvegia under 21 | Cronologia completa delle presenze e delle reti in nazionale ― Norvegia under 21 |
| Data                                                                             | Città                                                                            | In casa                                                                          | Risultato                                                                        | Ospiti                                                                           | Competizione                                                                     | Reti                                                                             | Note                                                                             |
| -------------------------------------------------------------------------------- | -------------------------------------------------------------------------------- | -------------------------------------------------------------------------------- | -------------------------------------------------------------------------------- | -------------------------------------------------------------------------------- | -------------------------------------------------------------------------------- | -------------------------------------------------------------------------------- | -------------------------------------------------------------------------------- |
| 11-9-2018                                                                        | Baku                                                                             | Azerbaigian under 21                                                             | 1 – 3                                                                            | Norvegia under 21                                                                | Qual. Europeo Under-21 2019                                                      | -                                                                                |                                                                                  |
| 12-10-2018                                                                       | Ingolstadt                                                                       | Germania under 21                                                                | 2 – 1                                                                            | Norvegia under 21                                                                | Qual. Europeo Under-21 2019                                                      | -                                                                                |                                                                                  |
| 16-10-2018                                                                       | Drammen                                                                          | Norvegia under 21                                                                | 1 – 1                                                                            | Azerbaigian under 21                                                             | Qual. Europeo Under-21 2019                                                      | -                                                                                | 55’                                                                              |
| Totale                                                                           |                                                                                  | Presenze                                                                         | 3                                                                                |                                                                                  | Reti                                                                             | 0                                                                                |                                                                                  |

| Cronologia completa delle presenze e delle reti in nazionale ― Norvegia under 20 | Cronologia completa delle presenze e delle reti in nazionale ― Norvegia under 20 | Cronologia completa delle presenze e delle reti in nazionale ― Norvegia under 20 | Cronologia completa delle presenze e delle reti in nazionale ― Norvegia under 20 | Cronologia completa delle presenze e delle reti in nazionale ― Norvegia under 20 | Cronologia completa delle presenze e delle reti in nazionale ― Norvegia under 20 | Cronologia completa delle presenze e delle reti in nazionale ― Norvegia under 20 | Cronologia completa delle presenze e delle reti in nazionale ― Norvegia under 20 |
| Data                                                                             | Città                                                                            | In casa                                                                          | Risultato                                                                        | Ospiti                                                                           | Competizione                                                                     | Reti                                                                             | Note                                                                             |
| -------------------------------------------------------------------------------- | -------------------------------------------------------------------------------- | -------------------------------------------------------------------------------- | -------------------------------------------------------------------------------- | -------------------------------------------------------------------------------- | -------------------------------------------------------------------------------- | -------------------------------------------------------------------------------- | -------------------------------------------------------------------------------- |
| 23-3-2019                                                                        | Frauenkirchen                                                                    | Austria under 20                                                                 | 0 – 1                                                                            | Norvegia under 20                                                                | Amichevole                                                                       | 1                                                                                | 46’                                                                              |
| 26-3-2019                                                                        | Dunajská Streda                                                                  | Slovacchia under 20                                                              | 1 – 2                                                                            | Norvegia under 20                                                                | Amichevole                                                                       | 1                                                                                | 58’                                                                              |
| 24-5-2019                                                                        | Łódź                                                                             | Norvegia under 20                                                                | 1 – 3                                                                            | Uruguay under 20                                                                 | Mondiali Under-20 2019 - 1º turno                                                | -                                                                                |                                                                                  |
| 27-5-2019                                                                        | Łódź                                                                             | Norvegia under 20                                                                | 1 – 2                                                                            | Nuova Zelanda under 20                                                           | Mondiali Under-20 2019 - 1º turno                                                | -                                                                                |                                                                                  |
| 30-5-2019                                                                        | Lublino                                                                          | Norvegia under 20                                                                | 12 – 0                                                                           | Honduras under 20                                                                | Mondiali Under-20 2019 - 1º turno                                                | 9                                                                                |                                                                                  |
| Totale                                                                           |                                                                                  | Presenze                                                                         | 5                                                                                |                                                                                  | Reti                                                                             | 11                                                                               |                                                                                  |

| Cronologia completa delle presenze e delle reti in nazionale ― Norvegia under 19 | Cronologia completa delle presenze e delle reti in nazionale ― Norvegia under 19 | Cronologia completa delle presenze e delle reti in nazionale ― Norvegia under 19 | Cronologia completa delle presenze e delle reti in nazionale ― Norvegia under 19 | Cronologia completa delle presenze e delle reti in nazionale ― Norvegia under 19 | Cronologia completa delle presenze e delle reti in nazionale ― Norvegia under 19 | Cronologia completa delle presenze e delle reti in nazionale ― Norvegia under 19 | Cronologia completa delle presenze e delle reti in nazionale ― Norvegia under 19 |
| Data                                                                             | Città                                                                            | In casa                                                                          | Risultato                                                                        | Ospiti                                                                           | Competizione                                                                     | Reti                                                                             | Note                                                                             |
| -------------------------------------------------------------------------------- | -------------------------------------------------------------------------------- | -------------------------------------------------------------------------------- | -------------------------------------------------------------------------------- | -------------------------------------------------------------------------------- | -------------------------------------------------------------------------------- | -------------------------------------------------------------------------------- | -------------------------------------------------------------------------------- |
| 4-10-2017                                                                        | Kamëz                                                                            | Norvegia under 19                                                                | 3 – 0                                                                            | Montenegro under 19                                                              | Qual. Europeo Under-19 2018                                                      | 1                                                                                | 84’                                                                              |
| 7-10-2017                                                                        | Kamëz                                                                            | Norvegia under 19                                                                | 1 – 2                                                                            | Ucraina under 19                                                                 | Qual. Europeo Under-19 2018                                                      | 1                                                                                |                                                                                  |
| 10-10-2017                                                                       | Tirana                                                                           | Albania under 19                                                                 | 1 – 7                                                                            | Norvegia under 19                                                                | Qual. Europeo Under-19 2018                                                      | 2                                                                                | 56’                                                                              |
| 21-3-2018                                                                        | Ahlen                                                                            | Paesi Bassi under 19                                                             | 6 – 1                                                                            | Norvegia under 19                                                                | Qual. Europeo Under-19 2018                                                      | -                                                                                |                                                                                  |
| 24-3-2018                                                                        | Hüsten                                                                           | Germania under 19                                                                | 2 – 5                                                                            | Norvegia under 19                                                                | Qual. Europeo Under-19 2018                                                      | 2                                                                                |                                                                                  |
| 27-3-2018                                                                        | Lippstadt                                                                        | Norvegia under 19                                                                | 5 – 4                                                                            | Scozia under 19                                                                  | Qual. Europeo Under-19 2018                                                      | 3                                                                                | 80’                                                                              |
| 16-7-2018                                                                        | Vaasa                                                                            | Portogallo under 19                                                              | 3 – 1                                                                            | Norvegia under 19                                                                | Europeo Under-19 2018 - 1º turno                                                 | -                                                                                |                                                                                  |
| 19-7-2018                                                                        | Seinäjoki                                                                        | Finlandia under 19                                                               | 3 – 2                                                                            | Norvegia under 19                                                                | Europeo Under-19 2018 - 1º turno                                                 | -                                                                                |                                                                                  |
| 22-7-2018                                                                        | Seinäjoki                                                                        | Italia under 19                                                                  | 1 – 1                                                                            | Norvegia under 19                                                                | Europeo Under-19 2018 - 1º turno                                                 | 1                                                                                | 9’                                                                               |
| Totale                                                                           |                                                                                  | Presenze                                                                         | 9                                                                                |                                                                                  | Reti                                                                             | 10                                                                               |                                                                                  |

| Cronologia completa delle presenze e delle reti in nazionale ― Norvegia under 18 | Cronologia completa delle presenze e delle reti in nazionale ― Norvegia under 18 | Cronologia completa delle presenze e delle reti in nazionale ― Norvegia under 18 | Cronologia completa delle presenze e delle reti in nazionale ― Norvegia under 18 | Cronologia completa delle presenze e delle reti in nazionale ― Norvegia under 18 | Cronologia completa delle presenze e delle reti in nazionale ― Norvegia under 18 | Cronologia completa delle presenze e delle reti in nazionale ― Norvegia under 18 | Cronologia completa delle presenze e delle reti in nazionale ― Norvegia under 18 |
| Data                                                                             | Città                                                                            | In casa                                                                          | Risultato                                                                        | Ospiti                                                                           | Competizione                                                                     | Reti                                                                             | Note                                                                             |
| -------------------------------------------------------------------------------- | -------------------------------------------------------------------------------- | -------------------------------------------------------------------------------- | -------------------------------------------------------------------------------- | -------------------------------------------------------------------------------- | -------------------------------------------------------------------------------- | -------------------------------------------------------------------------------- | -------------------------------------------------------------------------------- |
| 30-8-2017                                                                        | Sandefjord                                                                       | Norvegia under 18                                                                | 1 – 1                                                                            | Austria under 18                                                                 | Amichevole                                                                       | -                                                                                | 56’                                                                              |
| 2-9-2017                                                                         | Sandefjord                                                                       | Norvegia under 18                                                                | 4 – 2                                                                            | Svezia under 18                                                                  | Amichevole                                                                       | 1                                                                                | 61’                                                                              |
| 4-10-2017                                                                        | Tirana                                                                           | Montenegro under 18                                                              | 0 – 2                                                                            | Norvegia under 18                                                                | Amichevole                                                                       | 1                                                                                | 84’                                                                              |
| 7-10-2017                                                                        | Tirana                                                                           | Ucraina under 18                                                                 | 2 – 1                                                                            | Norvegia under 18                                                                | Amichevole                                                                       | 1                                                                                |                                                                                  |
| 10-10-2017                                                                       | Tirana                                                                           | Albania under 18                                                                 | 1 – 7                                                                            | Norvegia under 18                                                                | Amichevole                                                                       | 2                                                                                | 56’                                                                              |
| 11-11-2017                                                                       | Miami                                                                            | Polonia under 18                                                                 | 0 – 2                                                                            | Norvegia under 18                                                                | Amichevole                                                                       | 1                                                                                | 80’                                                                              |
| Totale                                                                           |                                                                                  | Presenze                                                                         | 6                                                                                |                                                                                  | Reti                                                                             | 6                                                                                |                                                                                  |

| Cronologia completa delle presenze e delle reti in nazionale ― Norvegia under 17 | Cronologia completa delle presenze e delle reti in nazionale ― Norvegia under 17 | Cronologia completa delle presenze e delle reti in nazionale ― Norvegia under 17 | Cronologia completa delle presenze e delle reti in nazionale ― Norvegia under 17 | Cronologia completa delle presenze e delle reti in nazionale ― Norvegia under 17 | Cronologia completa delle presenze e delle reti in nazionale ― Norvegia under 17 | Cronologia completa delle presenze e delle reti in nazionale ― Norvegia under 17 | Cronologia completa delle presenze e delle reti in nazionale ― Norvegia under 17 |
| Data                                                                             | Città                                                                            | In casa                                                                          | Risultato                                                                        | Ospiti                                                                           | Competizione                                                                     | Reti                                                                             | Note                                                                             |
| -------------------------------------------------------------------------------- | -------------------------------------------------------------------------------- | -------------------------------------------------------------------------------- | -------------------------------------------------------------------------------- | -------------------------------------------------------------------------------- | -------------------------------------------------------------------------------- | -------------------------------------------------------------------------------- | -------------------------------------------------------------------------------- |
| 23-3-2017                                                                        | Dabas                                                                            | Israele under 17                                                                 | 0 – 3                                                                            | Norvegia under 17                                                                | Qual. Europeo Under-17 2017                                                      | 2                                                                                | 54’                                                                              |
| 26-3-2017                                                                        | Telki                                                                            | Ungheria under 17                                                                | 1 – 0                                                                            | Norvegia under 17                                                                | Qual. Europeo Under-17 2017                                                      | -                                                                                | 51’                                                                              |
| 4-5-2017                                                                         | Zagabria                                                                         | Inghilterra under 17                                                             | 3 – 1                                                                            | Norvegia under 17                                                                | Europeo Under-17 2017 - 1º turno                                                 | -                                                                                | 72’                                                                              |
| 7-5-2017                                                                         | Zagabria                                                                         | Paesi Bassi under 17                                                             | 2 – 2                                                                            | Norvegia under 17                                                                | Europeo Under-17 2017 - 1º turno                                                 | -                                                                                | 40’                                                                              |
| 10-5-2017                                                                        | Zagabria                                                                         | Ucraina under 17                                                                 | 2 – 0                                                                            | Norvegia under 17                                                                | Europeo Under-17 2017 - 1º turno                                                 | -                                                                                | 60’                                                                              |
| Totale                                                                           |                                                                                  | Presenze                                                                         | 5                                                                                |                                                                                  | Reti                                                                             | 2                                                                                |                                                                                  |

| Cronologia completa delle presenze e delle reti in nazionale ― Norvegia under 15 | Cronologia completa delle presenze e delle reti in nazionale ― Norvegia under 15 | Cronologia completa delle presenze e delle reti in nazionale ― Norvegia under 15 | Cronologia completa delle presenze e delle reti in nazionale ― Norvegia under 15 | Cronologia completa delle presenze e delle reti in nazionale ― Norvegia under 15 | Cronologia completa delle presenze e delle reti in nazionale ― Norvegia under 15 | Cronologia completa delle presenze e delle reti in nazionale ― Norvegia under 15 | Cronologia completa delle presenze e delle reti in nazionale ― Norvegia under 15 |
| Data                                                                             | Città                                                                            | In casa                                                                          | Risultato                                                                        | Ospiti                                                                           | Competizione                                                                     | Reti                                                                             | Note                                                                             |
| -------------------------------------------------------------------------------- | -------------------------------------------------------------------------------- | -------------------------------------------------------------------------------- | -------------------------------------------------------------------------------- | -------------------------------------------------------------------------------- | -------------------------------------------------------------------------------- | -------------------------------------------------------------------------------- | -------------------------------------------------------------------------------- |
| 15-9-2015                                                                        | Gjøvik                                                                           | Norvegia under 15                                                                | 2 – 4                                                                            | Svezia under 15                                                                  | Amichevole                                                                       | 2                                                                                |                                                                                  |
| 17-9-2015                                                                        | Brumunddal                                                                       | Norvegia under 15                                                                | 3 – 1                                                                            | Svezia under 15                                                                  | Amichevole                                                                       | 2                                                                                | 74’                                                                              |
| 17-11-2015                                                                       | Belfast                                                                          | Irlanda del Nord under 15                                                        | 4 – 4                                                                            | Norvegia under 15                                                                | Amichevole                                                                       | -                                                                                | 64’                                                                              |
| 19-11-2015                                                                       | Belfast                                                                          | Irlanda del Nord under 15                                                        | 1 – 2                                                                            | Norvegia under 15                                                                | Amichevole                                                                       | -                                                                                | 75’                                                                              |
| Totale                                                                           |                                                                                  | Presenze                                                                         | 4                                                                                |                                                                                  | Reti                                                                             | 4                                                                                |                                                                                  |

### Record

#### In Champions League
- Unico calciatore insieme a Luiz Adriano[125] e Lionel Messi[126] ad aver segnato 5 reti in una sola partita e l'unico insieme all'argentino ad averle realizzate durante la fase a eliminazione diretta.[127]
- Unico calciatore ad aver segnato una tripletta all'esordio.[29][128]

#### In Premier League
- Miglior marcatore stagionale del campionato (36).[86]

#### Con la nazionale norvegese
- Miglior marcatore della nazionale norvegese (42).[5]

## Palmarès

### Club

#### Competizioni giovanili
- Norgesmesterskapet G19: 1

Molde: 2017

#### Competizioni nazionali
- Campionato austriaco: 1

Salisburgo: 2018-2019
- Coppa d'Austria: 1

Salisburgo: 2018-2019
- Coppa di Germania: 1

Borussia Dortmund: 2020-2021
- Campionato inglese: 2

Manchester City: 2022-2023, 2023-2024
- Coppa d'Inghilterra: 1

Manchester City: 2022-2023
- Community Shield: 1

Manchester City: 2024

#### Competizioni internazionali
- UEFA Champions League: 1

Manchester City: 2022-2023
- Supercoppa UEFA: 1

Manchester City: 2023
- Coppa del mondo per club: 1

Manchester City: 2023

### Individuale
- Scarpa d'oro del campionato mondiale Under-20: 1

Polonia 2019 (9 reti)
- Calciatore dell'anno del campionato austriaco: 1

2019
- European Golden Boy: 1

2020
- Calciatore dell'anno della Bundesliga: 1

2020-2021
- Capocannoniere della UEFA Champions League: 2

2020-2021 (10 reti), 2022-2023 (12 reti)
- Squadra della stagione della UEFA Champions League: 2

2020-2021, 2022-2023
- UEFA Club Football Awards: 1

Miglior attaccante: 2020-2021
Miglior giocatore: 2022-2023
- Capocannoniere della UEFA Nations League: 2 (record condiviso con Aleksandar Mitrović)

2020-2021 (6 reti, a pari merito con Romelu Lukaku e Ferrán Torres), 2022-2023 (6 reti, a pari merito con Aleksandar Mitrović)
- FIFPro World XI: 4

2021, 2022, 2023, 2024
- Squadra dell'anno IFFHS: 3

2022, 2023, 2024
- Calciatore dell'anno (FWA): 1

2022-2023
- Calciatore dell'anno (PFA): 1

2022-2023
- Squadra dell'anno della PFA: 1

2022-2023
- Calciatore dell'anno della Premier League: 1

2022-2023
- Giovane dell'anno della Premier League: 1

2022-2023
- Capocannoniere della Premier League: 2

2022-2023 (36 reti), 2023-2024 (27 reti)
- Scarpa d'oro: 1

2023
- Trofeo Gerd Müller: 1

2023
- Miglior calciatore dell'anno IFFHS: 1

2023
- Onze d'or: 1

2023
- Globe Soccer Awards: 2

Miglior trasferimento dell'anno: 2022
Miglior calciatore dell'anno: 2023